# Epaphroditus (Agrimensor)
Epaphroditus ist der Name eines lateinischen Fachschriftstellers, eines Agrimensors (Feldvermesser), der mit einem umfangreichen mathematischen Text im Corpus agrimensorum Romanorum in Verbindung gebracht wird. (Da die Texte der Agrimensoren wenig strukturiert sind, werden im Folgenden die Zitate des Epaphroditus durch die Paragraphenangabe in der benutzten Ausgabe, die der anderen Agrimensoren durch den Namen des Agrimensors, das Kürzel des Herausgebers (Ca für Brian Campbell) und die Seiten- und Zeilennummer angegeben.)

## Name, Person, Überlieferung
Im Corpus agrimensorum Romanorum ist das umfangreichste mathematische Traktat der Antike in lateinischer Sprache enthalten. Es finden sich in ihm außer einer umfangreichen Sammlung von Definitionen die Beschreibung mathematischer Zusammenhänge, die über alles sonst in lateinischer Sprache erhaltene hinausgeht. Der Text ist in der Handschrift Codex Arcerianus aus dem 6. oder 7. Jahrhundert, der in Wolfenbüttel aufbewahrt wird, zwischen den Agrimensoren Marcus Iunius Nipsus und Sextus Iulius Frontinus überliefert. Es gibt nur wenige Editionen, darunter die von Nikolaj M. Bubnov (1899) und von Moritz Cantor. Eine deutsche Übersetzung liegt nicht vor.
Die zeitliche Einordnung reicht vom 2. Jahrhundert n. Chr. bis zur Mitte des 4. Jahrhunderts n. Chr. Der Text wird eingeleitet und beendet durch die Nennung seiner beiden Autoren Aprofiditus und Betrubus Rufus Architekt bzw. Aprofoditus und Bertrubus Rufus Architekt. Der erste Name leitet sich vermutlich verderbt von Epaphroditus her. Betrubus klingt zwar an Marcus Vitruvius Pollio an, hat aber mit großer Wahrscheinlichkeit mit dem römischen Architekten nichts zu tun. Über beide Autoren liegen keinerlei Zeugnisse vor, der Text enthält keine Selbstzeugnisse.

## Inhalt, Quellen
Der Text wurde vom Herausgeber Moritz Cantor in 40 Paragraphen gegliedert. Die folgende Darstellung orientiert sich am inhaltlichen Zusammenhang und nicht an der Aufeinanderfolge der Paragraphen.

### Geometrie
Ein großer Teil der Schrift (insbesondere §§ 1–6, §§ 10–14) gehört mit praxisfernen „Schulaufgaben“ der Geometrie an. Die Quelle ist weitgehend Heron von Alexandria. Aber auch bei Marcus Iunius Nipsus finden sich ähnliche Aufgaben zur Berechnung rechtwinkeliger Dreiecke, wobei insbesondere die pythagoreischen Tripel herangezogen werden. § 30 geht allerdings darüber hinaus. Diese Formel über den Inkreis findet sich sonst im antiken lateinischen Sprachraum nur bei dem spätantiken römischen Gelehrten Anicius Manlius Severinus Boethius. Ohne die übliche und umständliche Einkleidung in ein Zahlenbeispiel schreibt Epaphroditus:

„In trigonum hortogonium circulum inscribere, qui omnes eius lineas tangat. sic. iunge chatetum et vasem, deme ypotenusam. erit diametron circuli“

„Berechnung des Innenkreisdurchmessers beim rechtwinkeligen Dreieck: addiere die Katheten und ziehe die Hypotenuse ab, wird der Durchmesser des Kreises sein.“

### Polygonalzahlen, Pyramidalzahlen
In § 15, §§ 17–24 beschäftigt sich Epaphroditus damit, die Fläche von regelmäßigen Vielecken, deren Seitenlänge gegeben ist, auszurechnen, vom 3-Eck bis zum 12-Eck. Dies schreibt er zumindest. Tatsächlich berechnet er aber nicht die Fläche, sondern die Polygonalzahl, also für ein m-Eck von der Seitenlänge r die Summe einer arithmetischen Folge aus r Gliedern, deren Anfangsglied 1 und deren Differenz m-2 ist. Oder anschaulich, wenn auch unexakt ausgedrückt, die Summe der Einheiten, durch die sich das m-Eck darstellen lässt. Die so ermittelte Zahl ist eine Annäherung an die Fläche, wenn auch (außer bei den Quadratzahlen) etwas größer und kann als „arithmetische Flächenbestimmung“ bezeichnet werden. Der Text gibt stets zunächst auf umständliche Weise die Formel an, um dann auch noch ein Zahlenbeispiel durchzurechnen:

„… eptagonus … cuius latus unum in se multiplico, et postea quinquies duco. ipsa aera ter duco. diamidiam partem sumo eptagonum dico“

„… Siebeneck … eine Seite vervielfache ich mit sich selbst und dann noch mit fünf. Die anfangs gegebene Zahl selbst ziehe ich dreimal ab. Ich nehme die Hälfte. Dies nenne ich Siebeneck… oder … Siebeneckzahl = (5r² − 3r)/2“

Darüber hinaus werden noch die Pyramidalzahlen angegeben.
Die Polygonalzahlen sind ein wesentliches Element der pythogaroäischen Zahlentheorie und waren während der gesamten griechischen Antike verbreitet. In die lateinische Fachliteratur gingen sie durch die De institutione arithmetica des Boethius ein. Allerdings findet sich dort nur das Material für die Entwicklung der Formeln des Epaphroditus. Denn Boethius schreibt zwar von der plana superficies in numeris und gibt für 3-Eck bis 7-Eck die ersten Glieder und auch die Summation dieser arithmetischen Folgen an. Er übernimmt aber aus seinen griechischen Quellen keine Formel zur Berechnung dieser Summen.

### Praxisnahe Darstellungen und Definitionen
Einige Paragraphen beschäftigen sich mit Problemen, bei denen ein gewisser Bezug zur Tätigkeit des Agrimensors und auch des Ackerbaus besteht. Diese sind:
- § 7. Berechnung der Anzahl der Bäume zur gleichmäßigen Bepflanzung eines rechteckigen Grundstücks. Dies schreibt auch Lucius Iunius Moderatus Columella ähnlich.[13]
- § 8, § 9. Angenäherte Berechnung der Fläche eines Hügels durch Durchschnittsbildung über mehrere messbare Strecken.
- § 25–29. Berechnung der Fläche des Kreises aus dem Radius unter Verwendung der in der Antike altbekannten Näherung[14] pi = 22/7.
- § 31, 32. Längen- und Flächenmaße von der centuria bis zum digitus und ihre Umrechnungsverhältnisse. Dies findet sich sehr ähnlich bei Balbus (Agrimensor).[15] Ebenso wie bei Balbus folgt die Definition der drei Winkel rectus, acutus, hebes = „recht-, spitz-, stumpfwinklig“. Allerdings sind die Ausführungen wesentlich eingeschränkter.

## Textausgabe
- Nicolaus Bubnov: Gerberti Opera Mathematica, App. VII, 5, 6, Berlin 1899
- Moritz Cantor: Die römischen Agrimensoren und ihre Stellung in der Geschichte der Feldmesskunst. Teubner, Leipzig 1875, Anmerkung 230 auf S. 207–215 (Digitalisat).

## Einzelbelege
1. ↑  Menso Folkerts: Die Mathematik der Agrimensoren – Quellen und Nachwirkung, S. 132
2. ↑  Moritz Cantor: Die römischen Agrimensoren und ihre Stellung in der Geschichte der Feldmesskunst. S. 122, 129
3. ↑  Friedrich Hultsch: Epaphroditos 6. In: Paulys Realencyclopädie der classischen Altertumswissenschaft (RE). Band V,2, Stuttgart 1905, Sp. 2714 f.
4. ↑  Nikolaj M. Bubnov: Gerberti postea Silvestri II papae Opera Mathematica. Friedländer, Berlin 1899, S. 517–551 (Digitalisat)
5. ↑  Menso Folkerts: Die Mathematik der Agrimensoren – Quellen und Nachwirkung. S. 132
6. ↑  Moritz Cantor: Die römischen Agrimensoren und ihre Stellung in der Geschichte der Feldmesskunst., S. 115–118
7. ↑  Moritz Cantor: Die römischen Agrimensoren und ihre Stellung in der Geschichte der Feldmesskunst. S. 118
8. ↑  Marcus Iunius Nipsus: Podismus, Ca, S. 297–305
9. ↑  Boethius: Ars geometrica, II, Item de eodem
10. ↑  Moritz Cantor: Die römischen Agrimensoren und ihre Stellung in der Geschichte der Feldmesskunst. S. 121
11. ↑  Menso Folkerts: Die Mathematik der Agrimensoren – Quellen und Nachwirkung. S. 138
12. ↑  Boethius: De institutione arithmetica, II,6–14
13. ↑  Columella: De re rustica , Buch 5,3
14. ↑  Menso Folkerts: Die Mathematik der Agrimensoren – Quellen und Nachwirkung., S. 137.
15. ↑  Balbus: Expositio et ratio omnium formarum, Ca, S. 206

| Personendaten    | Personendaten                         |
| ---------------- | ------------------------------------- |
| NAME             | Epaphroditus                          |
| KURZBESCHREIBUNG | römischer Agrimensor und Mathematiker |
| GEBURTSDATUM     | vor 2. Jahrhundert                    |
| STERBEDATUM      | vor 4. Jahrhundert                    |